# Engeland op het wereldkampioenschap voetbal 2022
Engeland is een van de deelnemende landen aan het wereldkampioenschap voetbal 2022 in Qatar. Het is de zestiende deelname van het land en de zevende achtereenvolgende. Gareth Southgate is de bondscoach. Engeland werd in de kwartfinale uitgeschakeld door Frankrijk. 

## Kwalificatie
Engeland werd in december 2020 ingedeeld in groep I van de kwalificatiereeks, met Polen, Hongarije, Albanië, Andorra en San Marino. Het startte de kwalificatiereeks met een thuiswedstrijd tegen San Marino. James Ward-Prowse, Dominic Calvert-Lewin (×2), Raheem Sterling en Ollie Watkins waren trefzeker bij een 5–0 zege. De eerste uitwedstrijd werd ook gewonnen, in Albanië: Mason Mount en Harry Kane. Kane scoorde ook in het thuisduel tegen Polen, maar in die wedstrijd incasseerde Engeland voor het eerst in de kwalificatiereeks een doelpunt. Dankzij een winnende treffer van Harry Maguire behield Engeland echter de 100% score. In september wist Engeland zowel uit tegen Hongarije als thuis tegen Andorra met 4–0 te winnen, maar uit tegen Polen stuitte het op puntverlies. Kane opende de score in Warschau, maar in de blessuretijd maakte Damian Szymański gelijk namens de Polen. Na een 0–5 overwinning tegen Andorra verloor Engeland ook punten tegen Hongarije in eigen huis. Roland Sallai benutte een strafschop namens Hongarije. John Stones maakte gelijk, maar verder dan die gelijkmaker kwam Engeland niet. Bij de rust van de laatste thuiswedstrijd van de kwalificatiereeks had Engeland een 5–0 voorsprong tegen Albanië, mede dankzij een hattrick van Kane. In de tweede helft werd er geen doelpunt meer gemaakt. Engeland bleef ongeslagen in de kwalificatie en moest in de afsluitende wedstrijd op bezoek bij San Marino minstens gelijkspelen om directe kwalificatie voor het eindtoernooi af te dwingen. Dat lukte gemakkelijk, met een 0–10 overwinning: Engelands grootste competitieve uitzege ooit. Kane scoorde vier keer in de eerste helft.
Bij de meeste wedstrijden was er wegens de coronacrisis een beperkt aantal toeschouwers aanwezig. De eerste thuiswedstrijden werden daardoor achter gesloten deuren gespeeld. Engeland scoorde 39 keer in de kwalificatiereeks. Geen enkel ander Europees land lukte dat bij de kwalificatie voor het WK 2022 en nooit eerder scoorde Engeland zo vaak in een kwalificatiereeks voor een EK of WK.

### Wedstrijden
|                                              |                                                                 |         |            |                                                                                  |
| 25 maart 2021 «onderlinge duels» 19.45 (UTC) | Engeland                                                        | 5 – 0   | San Marino | Stadion: Wembley Stadium, Londen Toeschouwers: 0 Scheidsrechter: Kirill Levnikov |
| 25 maart 2021 «onderlinge duels» 19.45 (UTC) | Ward-Prowse 14' Calvert-Lewin 21', 53' Sterling 31' Watkins 83' | Verslag |            | Stadion: Wembley Stadium, Londen Toeschouwers: 0 Scheidsrechter: Kirill Levnikov |
| 25 maart 2021 «onderlinge duels» 19.45 (UTC) |                                                                 |         |            | Stadion: Wembley Stadium, Londen Toeschouwers: 0 Scheidsrechter: Kirill Levnikov |
| 25 maart 2021 «onderlinge duels» 19.45 (UTC) |                                                                 |         |            | Stadion: Wembley Stadium, Londen Toeschouwers: 0 Scheidsrechter: Kirill Levnikov |
|                                              |                                                                 |         |            |                                                                                  |

|                                                |         |         |                    |                                                                                   |
| 28 maart 2021 «onderlinge duels» 18.00 (UTC+2) | Albanië | 0 – 2   | Engeland           | Stadion: Arena Kombëtare, Tirana Toeschouwers: 200 Scheidsrechter: Orel Grinfeeld |
| 28 maart 2021 «onderlinge duels» 18.00 (UTC+2) |         | Verslag | 38' Kane 63' Mount | Stadion: Arena Kombëtare, Tirana Toeschouwers: 200 Scheidsrechter: Orel Grinfeeld |
| 28 maart 2021 «onderlinge duels» 18.00 (UTC+2) |         |         |                    | Stadion: Arena Kombëtare, Tirana Toeschouwers: 200 Scheidsrechter: Orel Grinfeeld |
| 28 maart 2021 «onderlinge duels» 18.00 (UTC+2) |         |         |                    | Stadion: Arena Kombëtare, Tirana Toeschouwers: 200 Scheidsrechter: Orel Grinfeeld |
|                                                |         |         |                    |                                                                                   |

|                                                |                             |         |           |                                                                                |
| 31 maart 2021 «onderlinge duels» 19.45 (UTC+1) | Engeland                    | 2 – 1   | Polen     | Stadion: Wembley Stadium, Londen Toeschouwers: 0 Scheidsrechter: Björn Kuipers |
| 31 maart 2021 «onderlinge duels» 19.45 (UTC+1) | Kane 19' (pen.) Maguire 85' | Verslag | 58' Moder | Stadion: Wembley Stadium, Londen Toeschouwers: 0 Scheidsrechter: Björn Kuipers |
| 31 maart 2021 «onderlinge duels» 19.45 (UTC+1) |                             |         |           | Stadion: Wembley Stadium, Londen Toeschouwers: 0 Scheidsrechter: Björn Kuipers |
| 31 maart 2021 «onderlinge duels» 19.45 (UTC+1) |                             |         |           | Stadion: Wembley Stadium, Londen Toeschouwers: 0 Scheidsrechter: Björn Kuipers |
|                                                |                             |         |           |                                                                                |

|                                                   |           |         |                                            |                                                                                    |
| 2 september 2021 «onderlinge duels» 20.45 (UTC+2) | Hongarije | 0 – 4   | Engeland                                   | Stadion: Puskás Aréna, Boedapest Toeschouwers: 58.260 Scheidsrechter: Cüneyt Çakır |
| 2 september 2021 «onderlinge duels» 20.45 (UTC+2) |           | Verslag | 55' Sterling 63' Kane 69' Maguire 87' Rice | Stadion: Puskás Aréna, Boedapest Toeschouwers: 58.260 Scheidsrechter: Cüneyt Çakır |
| 2 september 2021 «onderlinge duels» 20.45 (UTC+2) |           |         |                                            | Stadion: Puskás Aréna, Boedapest Toeschouwers: 58.260 Scheidsrechter: Cüneyt Çakır |
| 2 september 2021 «onderlinge duels» 20.45 (UTC+2) |           |         |                                            | Stadion: Puskás Aréna, Boedapest Toeschouwers: 58.260 Scheidsrechter: Cüneyt Çakır |
|                                                   |           |         |                                            |                                                                                    |

|                                                   |                                           |         |         |                                                                                             |
| 5 september 2021 «onderlinge duels» 17.00 (UTC+1) | Engeland                                  | 4 – 0   | Andorra | Stadion: Wembley Stadium, Londen Toeschouwers: 67.171 Scheidsrechter: Anastasios Papapetrou |
| 5 september 2021 «onderlinge duels» 17.00 (UTC+1) | Lingard 18', 78' Kane 72' (pen.) Saka 85' | Verslag |         | Stadion: Wembley Stadium, Londen Toeschouwers: 67.171 Scheidsrechter: Anastasios Papapetrou |
| 5 september 2021 «onderlinge duels» 17.00 (UTC+1) |                                           |         |         | Stadion: Wembley Stadium, Londen Toeschouwers: 67.171 Scheidsrechter: Anastasios Papapetrou |
| 5 september 2021 «onderlinge duels» 17.00 (UTC+1) |                                           |         |         | Stadion: Wembley Stadium, Londen Toeschouwers: 67.171 Scheidsrechter: Anastasios Papapetrou |
|                                                   |                                           |         |         |                                                                                             |

|                                                   |                 |         |          |                                                                                          |
| 8 september 2021 «onderlinge duels» 20.45 (UTC+2) | Polen           | 1 – 1   | Engeland | Stadion: Nationaal Stadion, Warschau Toeschouwers: 56.212 Scheidsrechter: Daniel Siebert |
| 8 september 2021 «onderlinge duels» 20.45 (UTC+2) | Szymański 90+2' | Verslag | 72' Kane | Stadion: Nationaal Stadion, Warschau Toeschouwers: 56.212 Scheidsrechter: Daniel Siebert |
| 8 september 2021 «onderlinge duels» 20.45 (UTC+2) |                 |         |          | Stadion: Nationaal Stadion, Warschau Toeschouwers: 56.212 Scheidsrechter: Daniel Siebert |
| 8 september 2021 «onderlinge duels» 20.45 (UTC+2) |                 |         |          | Stadion: Nationaal Stadion, Warschau Toeschouwers: 56.212 Scheidsrechter: Daniel Siebert |
|                                                   |                 |         |          |                                                                                          |

|                                                 |         |         |                                                                |                                                                                                 |
| 9 oktober 2021 «onderlinge duels» 20.45 (UTC+2) | Andorra | 0 – 5   | Engeland                                                       | Stadion: Estadi Nacional, Andorra la Vella Toeschouwers: 2.285 Scheidsrechter: Kateryna Monzoel |
| 9 oktober 2021 «onderlinge duels» 20.45 (UTC+2) |         | Verslag | 17' Chilwell 40' Saka 59' Abraham 79' Ward-Prowse 86' Grealish | Stadion: Estadi Nacional, Andorra la Vella Toeschouwers: 2.285 Scheidsrechter: Kateryna Monzoel |
| 9 oktober 2021 «onderlinge duels» 20.45 (UTC+2) |         |         |                                                                | Stadion: Estadi Nacional, Andorra la Vella Toeschouwers: 2.285 Scheidsrechter: Kateryna Monzoel |
| 9 oktober 2021 «onderlinge duels» 20.45 (UTC+2) |         |         |                                                                | Stadion: Estadi Nacional, Andorra la Vella Toeschouwers: 2.285 Scheidsrechter: Kateryna Monzoel |
|                                                 |         |         |                                                                |                                                                                                 |

|                                                  |            |         |                   |                                                                                           |
| 12 oktober 2021 «onderlinge duels» 19.45 (UTC+1) | Engeland   | 1 – 1   | Hongarije         | Stadion: Wembley Stadium, Londen Toeschouwers: 69.380 Scheidsrechter: Alejandro Hernández |
| 12 oktober 2021 «onderlinge duels» 19.45 (UTC+1) | Stones 37' | Verslag | 24' (pen.) Sallai | Stadion: Wembley Stadium, Londen Toeschouwers: 69.380 Scheidsrechter: Alejandro Hernández |
| 12 oktober 2021 «onderlinge duels» 19.45 (UTC+1) |            |         |                   | Stadion: Wembley Stadium, Londen Toeschouwers: 69.380 Scheidsrechter: Alejandro Hernández |
| 12 oktober 2021 «onderlinge duels» 19.45 (UTC+1) |            |         |                   | Stadion: Wembley Stadium, Londen Toeschouwers: 69.380 Scheidsrechter: Alejandro Hernández |
|                                                  |            |         |                   |                                                                                           |

|                                                 |                                               |         |         |                                                                                    |
| 12 november 2021 «onderlinge duels» 19.45 (UTC) | Engeland                                      | 5 – 0   | Albanië | Stadion: Wembley Stadium, Londen Toeschouwers: 80.366 Scheidsrechter: Felix Zwayer |
| 12 november 2021 «onderlinge duels» 19.45 (UTC) | Maguire 9' Kane 18', 33', 45+2' Henderson 28' | Verslag |         | Stadion: Wembley Stadium, Londen Toeschouwers: 80.366 Scheidsrechter: Felix Zwayer |
| 12 november 2021 «onderlinge duels» 19.45 (UTC) |                                               |         |         | Stadion: Wembley Stadium, Londen Toeschouwers: 80.366 Scheidsrechter: Felix Zwayer |
| 12 november 2021 «onderlinge duels» 19.45 (UTC) |                                               |         |         | Stadion: Wembley Stadium, Londen Toeschouwers: 80.366 Scheidsrechter: Felix Zwayer |
|                                                 |                                               |         |         |                                                                                    |

|                                                   |                |         | |                                                                                         |
| 15 november 2021 «onderlinge duels» 20.45 (UTC+1) | San Marino     | 0 – 10  | Engeland | Stadion: Stadio Olimpico, Serravalle Toeschouwers: 2.775 Scheidsrechter: Rade Obrenovič |
| 15 november 2021 «onderlinge duels» 20.45 (UTC+1) | Rossi 26', 68' | Verslag | 6' Maguire 15' (e.d.) Fabbri 27' (pen.), 32', 39' (pen.), 42' Kane 58' Smith Rowe 69' Mings 78' Abraham 80' Saka | Stadion: Stadio Olimpico, Serravalle Toeschouwers: 2.775 Scheidsrechter: Rade Obrenovič |
| 15 november 2021 «onderlinge duels» 20.45 (UTC+1) |                |         | | Stadion: Stadio Olimpico, Serravalle Toeschouwers: 2.775 Scheidsrechter: Rade Obrenovič |
| 15 november 2021 «onderlinge duels» 20.45 (UTC+1) |                |         | | Stadion: Stadio Olimpico, Serravalle Toeschouwers: 2.775 Scheidsrechter: Rade Obrenovič |
|                                                   |                |         | |                                                                                         |

### Eindstand groep I
| Pos | Team       | Wed | W | G | V  | Ptn | DV | DT | +/− | Kwalificatie                |
| --- | ---------- | --- | - | - | -- | --- | -- | -- | --- | --------------------------- |
| 1   | Engeland   | 10  | 8 | 2 | 0  | 26  | 39 | 3  | +36 | Gekwalificeerd voor WK 2022 |
| 2   | Polen      | 10  | 6 | 2 | 2  | 20  | 30 | 11 | +19 | Deelname aan play-offs      |
| 3   | Albanië    | 10  | 6 | 0 | 4  | 18  | 12 | 12 | 0   |                             |
| 4   | Hongarije  | 10  | 5 | 2 | 3  | 17  | 19 | 13 | +6  |                             |
| 5   | Andorra    | 10  | 2 | 0 | 8  | 6   | 8  | 24 | −16 |                             |
| 6   | San Marino | 10  | 0 | 0 | 10 | 0   | 1  | 46 | −45 |                             |

### Spelersstatistieken
Gedurende de kwalificatiecampagne kwamen er 34 spelers in actie namens Engeland. Geen enkele speler kwam in alle wedstrijden in actie. Tijdens de kwalificatiereeks debuteerden Ollie Watkins, Patrick Bamford, Emile Smith Rowe, Conor Gallagher en Aaron Ramsdale in het nationale elftal, terwijl Watkins, James Ward-Prowse, Ben Chilwell, Jack Grealish, Tyrone Mings en Smith Rowe hun eerste interlanddoelpunten maakten. Kane werd met twaalf doelpunten gedeeld topscorer van het gehele Europese kwalificatietoernooi. In het gehele, mondiale kwalificatietoernooi scoorden alleen Ali Mabkhout (V.A.E.) en Cyle Larin (Canada) vaker.
| Naam                   | GW |    |   |   |   |   |   |
| ---------------------- | -- | -- | - | - | - | - | - |
| John Stones            | 9  | 1  | 1 | 0 | 0 | 1 | 2 |
| Harry Kane             | 8  | 12 | 1 | 0 | 0 | 1 | 4 |
| Mason Mount            | 8  | 1  | 0 | 0 | 0 | 2 | 2 |
| Kalvin Phillips        | 7  | 0  | 1 | 0 | 0 | 0 | 3 |
| Raheem Sterling        | 7  | 2  | 1 | 0 | 0 | 0 | 3 |
| Phil Foden             | 7  | 0  | 0 | 0 | 0 | 1 | 4 |
| Kyle Walker            | 6  | 0  | 1 | 0 | 0 | 0 | 0 |
| Harry Maguire          | 6  | 4  | 1 | 0 | 0 | 0 | 1 |
| Jesse Lingard          | 6  | 2  | 0 | 0 | 0 | 3 | 1 |
| Jack Grealish          | 6  | 0  | 0 | 0 | 0 | 3 | 2 |
| Declan Rice            | 5  | 1  | 1 | 0 | 0 | 0 | 1 |
| Ben Chilwell           | 5  | 1  | 0 | 0 | 0 | 1 | 0 |
| Bukayo Saka            | 5  | 3  | 0 | 0 | 0 | 2 | 0 |
| Reece James            | 5  | 0  | 0 | 0 | 0 | 2 | 3 |
| Conor Coady            | 4  | 0  | 1 | 0 | 0 | 0 | 0 |
| Jordan Pickford        | 4  | 0  | 0 | 0 | 0 | 0 | 0 |
| Luke Shaw              | 4  | 0  | 1 | 0 | 0 | 0 | 0 |
| Tyrone Mings           | 4  | 1  | 2 | 0 | 0 | 1 | 0 |
| Jordan Henderson       | 4  | 1  | 0 | 0 | 0 | 2 | 0 |
| Jude Bellingham        | 4  | 0  | 0 | 0 | 0 | 2 | 1 |
| Tammy Abraham          | 4  | 2  | 1 | 0 | 0 | 3 | 2 |
| Nick Pope              | 3  | 0  | 0 | 0 | 0 | 0 | 0 |
| Trent Alexander-Arnold | 3  | 0  | 0 | 0 | 0 | 1 | 0 |
| Kieran Trippier        | 3  | 0  | 0 | 0 | 0 | 1 | 0 |
| James Ward-Prowse      | 3  | 2  | 0 | 0 | 0 | 1 | 0 |
| Ollie Watkins          | 3  | 1  | 0 | 0 | 0 | 3 | 0 |
| Dominic Calvert-Lewin  | 2  | 2  | 0 | 0 | 0 | 1 | 1 |
| Emile Smith Rowe       | 2  | 1  | 0 | 0 | 0 | 1 | 1 |
| Sam Johnstone          | 2  | 0  | 0 | 0 | 0 | 0 | 0 |
| Patrick Bamford        | 1  | 0  | 0 | 0 | 0 | 0 | 1 |
| Jadon Sancho           | 1  | 0  | 1 | 0 | 0 | 0 | 1 |
| Conor Gallagher        | 1  | 0  | 0 | 0 | 0 | 1 | 0 |
| Fikayo Tomori          | 1  | 0  | 0 | 0 | 0 | 1 | 0 |
| Aaron Ramsdale         | 1  | 0  | 0 | 0 | 0 | 0 | 0 |

## Eindronde
Bij de loting in Doha op 1 april 2022 werd Engeland ingedeeld in groep B, met Iran, Verenigde Staten en Wales. De selectie kwam op 14 november 2022 bij elkaar op het St. George's Park in Burton upon Trent ter voorbereiding op het wereldkampioenschap en reisde een dag later naar Qatar, waar het verblijft in Al Wakrah. De eerste wedstrijd van Engeland stond gepland op 21 november, tegen Iran in Ar Rayyan.

### Selectie en statistieken
Op 10 november 2022 werd een 26-koppige selectie bekendgemaakt. Jude Bellingham is met 19 jaar de jongste speler in de selectie en tevens de enige speler die onder contract staat bij een niet-Engelse club. Kyle Walker is met 32 jaar de oudste speler in de selectie. Raheem Sterling is met 79 interlands voorafgaand aan het eindtoernooi de meest ervaren international van de selectie en Harry Kane heeft van de selectie de meeste interlanddoelpunten gemaakt voorafgaand aan het wereldkampioenschap (51). Conor Gallagher, James Maddison en Callum Wilson zijn de enige spelers uit de selectie die nooit eerder actief waren op een groot eindtoernooi.
| Nr.           | Naam                   | Geboortedatum     | GW |   |   |   |   |   |   | Club              |
| ------------- | ---------------------- | ----------------- | -- | - | - | - | - | - | - | ----------------- |
| Doelmannen    |                        |                   |    |   |   |   |   |   |   |                   |
| 1             | Jordan Pickford        | 7 maart 1994      | 5  | 0 | 0 | 0 | 0 | 0 | 0 | Everton FC        |
| 13            | Nick Pope              | 19 april 1992     | 0  | 0 | 0 | 0 | 0 | 0 | 0 | Newcastle United  |
| 23            | Aaron Ramsdale         | 14 mei 1998       | 0  | 0 | 0 | 0 | 0 | 0 | 0 | Arsenal FC        |
| Verdedigers   |                        |                   |    |   |   |   |   |   |   |                   |
| 2             | Kyle Walker            | 28 mei 1990       | 3  | 0 | 0 | 0 | 0 | 0 | 1 | Manchester City   |
| 3             | Luke Shaw              | 12 juli 1995      | 5  | 0 | 0 | 0 | 0 | 0 | 1 | Manchester United |
| 5             | John Stones            | 28 mei 1994       | 5  | 0 | 0 | 0 | 0 | 0 | 2 | Manchester City   |
| 6             | Harry Maguire          | 5 maart 1993      | 5  | 0 | 1 | 0 | 0 | 0 | 1 | Manchester United |
| 12            | Kieran Trippier        | 19 september 1990 | 3  | 0 | 0 | 0 | 0 | 1 | 0 | Newcastle United  |
| 15            | Eric Dier              | 15 januari 1994   | 2  | 0 | 0 | 0 | 0 | 2 | 0 | Tottenham Hotspur |
| 16            | Conor Coady            | 25 februari 1993  | 0  | 0 | 0 | 0 | 0 | 0 | 0 | Everton FC        |
| 18            | Trent Alexander-Arnold | 7 oktober 1998    | 1  | 0 | 0 | 0 | 0 | 1 | 0 | Liverpool FC      |
| 21            | Ben White              | 8 oktober 1997    | 0  | 0 | 0 | 0 | 0 | 0 | 0 | Arsenal FC        |
| Middenvelders |                        |                   |    |   |   |   |   |   |   |                   |
| 4             | Declan Rice            | 14 januari 1999   | 5  | 0 | 0 | 0 | 0 | 0 | 1 | West Ham United   |
| 8             | Jordan Henderson       | 17 juni 1990      | 4  | 1 | 0 | 0 | 0 | 1 | 2 | Liverpool FC      |
| 14            | Kalvin Phillips        | 2 december 1995   | 2  | 0 | 0 | 0 | 0 | 2 | 0 | Manchester City   |
| 19            | Mason Mount            | 10 januari 1999   | 4  | 0 | 0 | 0 | 0 | 2 | 1 | Chelsea FC        |
| 22            | Jude Bellingham        | 29 juni 2003      | 5  | 1 | 0 | 0 | 0 | 0 | 2 | Borussia Dortmund |
| 26            | Conor Gallagher        | 6 februari 2000   | 0  | 0 | 0 | 0 | 0 | 0 | 0 | Chelsea FC        |
| Aanvallers    |                        |                   |    |   |   |   |   |   |   |                   |
| 7             | Jack Grealish          | 10 september 1995 | 5  | 1 | 0 | 0 | 0 | 5 | 0 | Manchester City   |
| 9             | Harry Kane             | 28 juli 1993      | 5  | 2 | 0 | 0 | 0 | 0 | 2 | Tottenham Hotspur |
| 10            | Raheem Sterling        | 8 december 1994   | 3  | 1 | 0 | 0 | 0 | 1 | 2 | Chelsea FC        |
| 11            | Marcus Rashford        | 31 oktober 1997   | 5  | 3 | 0 | 0 | 0 | 4 | 1 | Manchester United |
| 17            | Bukayo Saka            | 5 september 2001  | 4  | 3 | 0 | 0 | 0 | 0 | 4 | Arsenal FC        |
| 20            | Phil Foden             | 28 mei 2000       | 4  | 1 | 0 | 0 | 0 | 1 | 2 | Manchester City   |
| 24            | Callum Wilson          | 27 februari 1992  | 2  | 0 | 0 | 0 | 0 | 2 | 0 | Newcastle United  |
| 25            | James Maddison         | 23 november 1996  | 0  | 0 | 0 | 0 | 0 | 0 | 0 | Leicester City    |

| Technische staf  |                      |
| Gareth Southgate | Bondscoach           |
| Steve Holland    | Assistent-bondscoach |
| Chris Powell     | Assistent-bondscoach |
| Paul Nevin       | Assistent-bondscoach |
| Martyn Margetson | Keeperstrainer       |

### Stand groep B
| Pos | Team             | Wed | W | G | V | Ptn | DV | DT | +/− | Kwalificatie               |
| --- | ---------------- | --- | - | - | - | --- | -- | -- | --- | -------------------------- |
| 1   | Engeland         | 3   | 2 | 1 | 0 | 7   | 9  | 2  | +7  | Door naar de knock-outfase |
| 2   | Verenigde Staten | 3   | 1 | 2 | 0 | 5   | 2  | 1  | +1  | Door naar de knock-outfase |
| 3   | Iran             | 3   | 1 | 0 | 2 | 3   | 4  | 7  | −3  |                            |
| 4   | Wales            | 3   | 0 | 1 | 2 | 1   | 1  | 6  | −5  |                            |

### Wedstrijden

#### Groepsfase
|                                                                 |                                                                       |         |                           | |
| 21 november 2022 «onderlinge duels» 16:00 (UTC+3) 14:00 (UTC+1) | Engeland                                                              | 6 – 2   | Iran                      | Stadion: Khalifa Internationaal Stadion, Ar Rayyan Toeschouwers: 45.334 Scheidsrechter: Raphael Claus |
| 21 november 2022 «onderlinge duels» 16:00 (UTC+3) 14:00 (UTC+1) | Bellingham 35' Saka 43', 62' Sterling 45+1' Rashford 71' Grealish 89' | Verslag | 65', 90+13' (pen.) Taremi | Stadion: Khalifa Internationaal Stadion, Ar Rayyan Toeschouwers: 45.334 Scheidsrechter: Raphael Claus |
| 21 november 2022 «onderlinge duels» 16:00 (UTC+3) 14:00 (UTC+1) |                                                                       |         |                           | Stadion: Khalifa Internationaal Stadion, Ar Rayyan Toeschouwers: 45.334 Scheidsrechter: Raphael Claus |
| 21 november 2022 «onderlinge duels» 16:00 (UTC+3) 14:00 (UTC+1) |                                                                       |         |                           | Stadion: Khalifa Internationaal Stadion, Ar Rayyan Toeschouwers: 45.334 Scheidsrechter: Raphael Claus |
|                                                                 |                                                                       |         |                           | |

|                                                                 |          |       |                  |                                                                                         |
| 25 november 2022 «onderlinge duels» 22:00 (UTC+3) 20:00 (UTC+1) | Engeland | 0 – 0 | Verenigde Staten | Stadion: Al Baytstadion, Al Khawr Toeschouwers: 68.463 Scheidsrechter: Jesús Valenzuela |
| 25 november 2022 «onderlinge duels» 22:00 (UTC+3) 20:00 (UTC+1) | Verslag  |       |                  | Stadion: Al Baytstadion, Al Khawr Toeschouwers: 68.463 Scheidsrechter: Jesús Valenzuela |
| 25 november 2022 «onderlinge duels» 22:00 (UTC+3) 20:00 (UTC+1) |          |       |                  | Stadion: Al Baytstadion, Al Khawr Toeschouwers: 68.463 Scheidsrechter: Jesús Valenzuela |
| 25 november 2022 «onderlinge duels» 22:00 (UTC+3) 20:00 (UTC+1) |          |       |                  | Stadion: Al Baytstadion, Al Khawr Toeschouwers: 68.463 Scheidsrechter: Jesús Valenzuela |
|                                                                 |          |       |                  |                                                                                         |

|                                                                 |       |         |                             |                                                                                             |
| 29 november 2022 «onderlinge duels» 22:00 (UTC+3) 20:00 (UTC+1) | Wales | 0 – 3   | Engeland                    | Stadion: Ahmed bin Alistadion, Ar Rayyan Toeschouwers: 44.297 Scheidsrechter: Slavko Vinčić |
| 29 november 2022 «onderlinge duels» 22:00 (UTC+3) 20:00 (UTC+1) |       | Verslag | 50', 68' Rashford 51' Foden | Stadion: Ahmed bin Alistadion, Ar Rayyan Toeschouwers: 44.297 Scheidsrechter: Slavko Vinčić |
| 29 november 2022 «onderlinge duels» 22:00 (UTC+3) 20:00 (UTC+1) |       |         |                             | Stadion: Ahmed bin Alistadion, Ar Rayyan Toeschouwers: 44.297 Scheidsrechter: Slavko Vinčić |
| 29 november 2022 «onderlinge duels» 22:00 (UTC+3) 20:00 (UTC+1) |       |         |                             | Stadion: Ahmed bin Alistadion, Ar Rayyan Toeschouwers: 44.297 Scheidsrechter: Slavko Vinčić |
|                                                                 |       |         |                             |                                                                                             |

### Achtste finale
|                                                                |                                   |       |         |                                                                                    |
| 4 december 2022 «onderlinge duels» 22:00 (UTC+3) 20:00 (UTC+1) | Engeland                          | 3 – 0 | Senegal | Stadion: Al Baytstadion, Al Khawr Toeschouwers: 65.985 Scheidsrechter: Iván Barton |
| 4 december 2022 «onderlinge duels» 22:00 (UTC+3) 20:00 (UTC+1) | Henderson 38' Kane 45+3' Saka 57' |       |         | Stadion: Al Baytstadion, Al Khawr Toeschouwers: 65.985 Scheidsrechter: Iván Barton |
| 4 december 2022 «onderlinge duels» 22:00 (UTC+3) 20:00 (UTC+1) |                                   |       |         | Stadion: Al Baytstadion, Al Khawr Toeschouwers: 65.985 Scheidsrechter: Iván Barton |
| 4 december 2022 «onderlinge duels» 22:00 (UTC+3) 20:00 (UTC+1) |                                   |       |         | Stadion: Al Baytstadion, Al Khawr Toeschouwers: 65.985 Scheidsrechter: Iván Barton |
|                                                                |                                   |       |         |                                                                                    |

### Kwartfinale
|                                                                 |                 |       |                           |                                                                                               |
| 10 december 2022 «onderlinge duels» 22:00 (UTC+3) 20:00 (UTC+1) | Engeland        | 1 – 2 | Frankrijk                 | Stadion: Al Baytstadion, Al Khawr Toeschouwers: 68.895 Scheidsrechter: Wilton Pereira Sampaio |
| 10 december 2022 «onderlinge duels» 22:00 (UTC+3) 20:00 (UTC+1) | Kane 54' (pen.) |       | 17' Tchouaméni 78' Giroud | Stadion: Al Baytstadion, Al Khawr Toeschouwers: 68.895 Scheidsrechter: Wilton Pereira Sampaio |
| 10 december 2022 «onderlinge duels» 22:00 (UTC+3) 20:00 (UTC+1) |                 |       |                           | Stadion: Al Baytstadion, Al Khawr Toeschouwers: 68.895 Scheidsrechter: Wilton Pereira Sampaio |
| 10 december 2022 «onderlinge duels» 22:00 (UTC+3) 20:00 (UTC+1) |                 |       |                           | Stadion: Al Baytstadion, Al Khawr Toeschouwers: 68.895 Scheidsrechter: Wilton Pereira Sampaio |
|                                                                 |                 |       |                           |                                                                                               |

FA · A-internationals · Selecties · Bondscoaches · Engels vrouwenelftal · Brits olympisch elftal · Engeland -21 · Engeland -20 · Engeland -19 · Engeland -18 · Engeland -17 · Engeland -16 · Vrouwen -17
1872 – 1899 ·
1900 – 1919 ·
1920 – 1929 ·
1930 – 1939 ·
1940 – 1949 ·
1950 – 1959 ·
1960 – 1969 ·
1970 – 1979 ·
1980 – 1989 ·
1990 – 1999 ·
2000 – 2009 ·
2010 – 2019 ·
2020 − 2029
EK's: 1968 ·
1980 ·
1988 ·
1992 ·
1996 ·
2000 ·
2004 ·
2012 · 
2016 · 
2020 · 
2024
WK's: 1950 ·
1954 ·
1958 ·
1962 ·
1966 ·
1970 ·
1982 ·
1986 ·
1990 ·
1998 ·
2002 ·
2006 ·
2010 ·
2014 ·
2018 · 
2022
Albanië ·
Algerije ·
Andorra ·
Argentinië ·
Australië ·
Azerbeidzjan ·
België ·
Bosnië en Herzegovina ·
Brazilië ·
Bulgarije ·
Canada ·
Chili ·
China ·
Colombia ·
Costa Rica ·
Cyprus ·
Denemarken ·
DDR · 
Duitsland ·
Ecuador ·
Egypte ·
Estland ·
Finland ·
Frankrijk ·
Georgië ·
Ghana ·
GOS ·
Griekenland ·
Honduras ·
Hongarije ·
Ierland ·
IJsland · 
Iran ·
Israël ·
Italië ·
Ivoorkust ·
Jamaica ·
Japan ·
Joegoslavië ·
Kameroen ·
Kazachstan ·
Koeweit ·
Kosovo ·
Kroatië ·
Liechtenstein ·
Litouwen ·
Luxemburg ·
Maleisië ·
Malta ·
Marokko ·
Mexico ·
Moldavië ·
Montenegro ·
Nederland ·
Nieuw-Zeeland ·
Nigeria ·
Noord-Ierland ·
Noord-Macedonië ·
Noorwegen ·
Oekraïne ·
Oostenrijk ·
Panama · 
Paraguay ·
Peru · 
Polen ·
Portugal ·
Roemenië ·
Rusland ·
San Marino · 
Saoedi-Arabië ·
Schotland ·
Senegal ·
Servië ·
Servië en Montenegro · 
Slovenië ·
Slowakije ·
Sovjet-Unie ·
Spanje ·
Trinidad en Tobago ·
Tsjechië ·
Tsjecho-Slowakije ·
Tunesië ·
Turkije ·
Uruguay ·
Verenigde Staten ·
Wales ·
Wit-Rusland ·
Zuid-Afrika ·
Zuid-Korea ·
Zweden ·
Zwitserland
Algerije (2010) · 
Argentinië (1986) · 
Argentinië (1998) · 
Argentinië (2002) · 
België (1990) · 
België (2018, 1) · 
België (2018, 2) · 
Brazilië (2002) · 
Colombia (1998) ·
Colombia (2018) ·
Costa Rica (2014) ·
Denemarken (2002) ·
Denemarken (2021) · 
Duitsland (2000) ·
Duitsland (2010) ·
Duitsland (2021) ·
Ecuador (2006) ·
Egypte (1990) ·
Frankrijk (1982) ·
Frankrijk (2012) ·
Frankrijk (2022) ·
Ierland (1990) · 
IJsland (2016) ·
Italië (1990) · 
Italië (2012) · 
Italië (2014) · 
Italië (2021) · 
Kameroen (1990) · 
Koeweit (1982) · 
Kroatië (2018) ·
Kroatië (2021) · 
Marokko (1986) · 
Nederland (1990) · 
Nigeria (2002) · 
Oekraïne (2012) · 
Oekraïne (2021) ·
Panama (2018) · 
Paraguay (1986) · 
Paraguay (2006) · 
Polen (1986) · 
Portugal (1986) · 
Portugal (2000) · 
Portugal (2006) · 
Roemenië (1998) ·
Roemenië (2000) ·
Rusland (2016) ·
Schotland (2021) ·
Senegal (2022) ·
Slovenië (2010) ·
Slowakije (2016) ·
Spanje (1982) ·
Spanje (2024) ·
Trinidad en Tobago (2006) ·
Tsjechië (2021) ·
Tsjecho-Slowakije (1982) ·
Tunesië (1998) ·
Tunesië (2018) ·
Uruguay (2014) ·
Verenigde Staten (2010) ·
Wales (2016) · 
West-Duitsland (1966) ·
West-Duitsland (1982) ·
West-Duitsland (1990) ·
Zweden (2002) ·
Zweden (2006) · 
Zweden (2012)
1 Pickford ·
2 Walker ·
3 Shaw ·
4 Rice ·
5 Stones ·
6 Maguire ·
7 Grealish ·
8 Henderson ·
9 Kane  ·
10 Sterling ·
11 Rashford ·
12 Trippier ·
13 Pope ·
14 Phillips ·
15 Dier ·
16 Coady ·
17 Saka ·
18 Alexander-Arnold ·
19 Mount ·
20 Foden ·
21 White ·
22 Bellingham ·
23 Ramsdale ·
24 Wilson ·
25 Maddison ·
26 Gallagher ·
Coach: Southgate